# Mike Delany
Pour les articles homonymes, voir Delany.

a Compétitions nationales et continentales officielles uniquement.

b Matchs officiels uniquement.
Dernière mise à jour le 24 octobre 2018.
Mike Delany, né le 15 juin 1982 à Rotorua, est un joueur néo-zélandais de rugby à XV évoluant au poste de demi d'ouverture. Il possède une sélection avec la Nouvelle-Zélande.

## Carrière

### En club

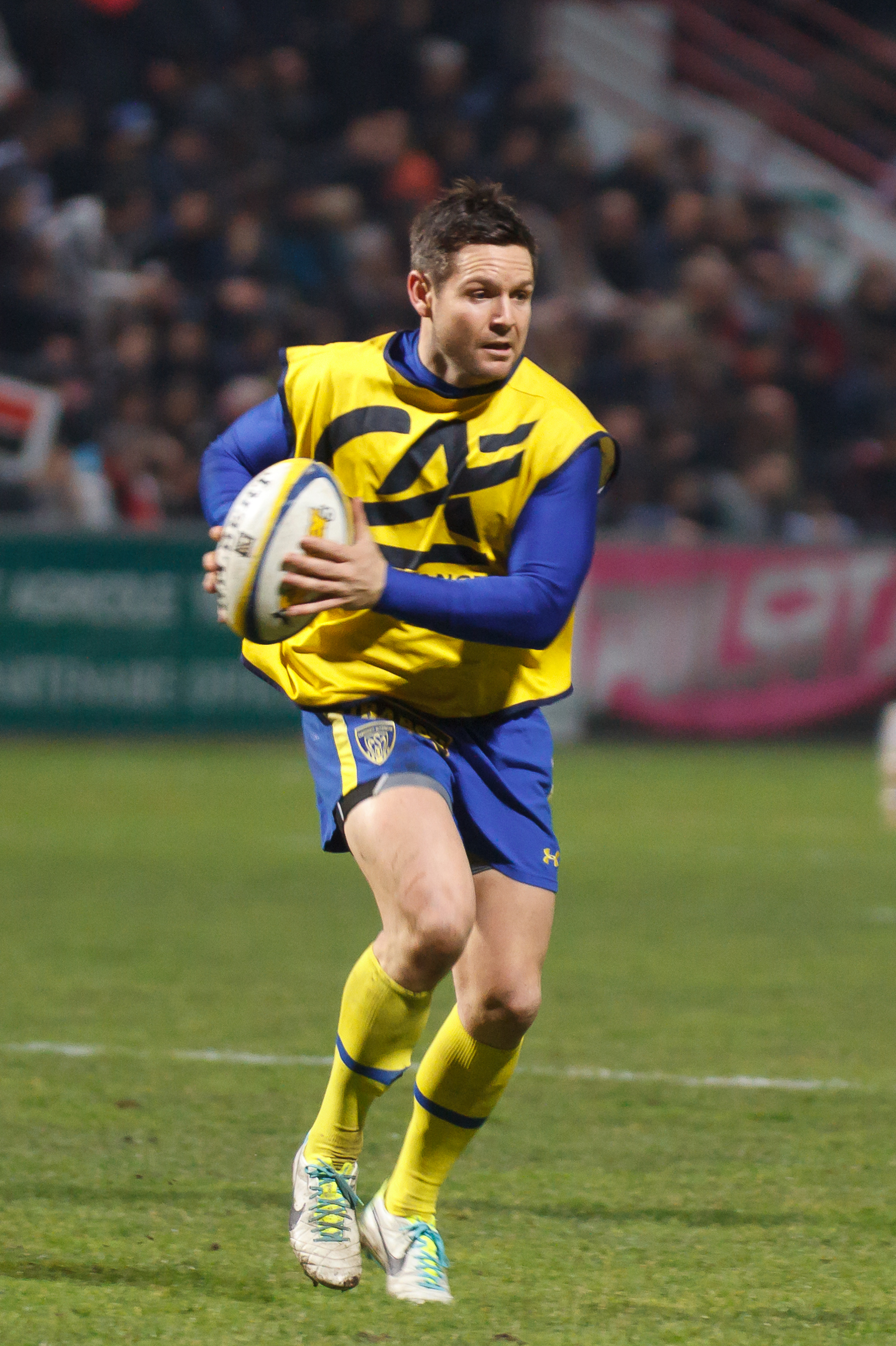
Mike Delany sous le maillot de l'ASM Clermont Auvergne en janvier 2014.

- 2005-2011 : Bay of Plenty
- 2007-2008 : Highlanders  (Super 15)
- 2008-2011 : Chiefs  (Super 15)
- 2011-2013 : Sanyo Wild Knights
- 2012 : Highlanders  (Super 15)
- 2013- 2015 : ASM Clermont Auvergne
- 2015-2017 : Newcastle Falcons
- 2017-2018 : Bay of Plenty
- 2018 : Crusaders  (Super Rugby)

Initialement recruté pour la saison 2013-2014, Il signe finalement dès mars 2013 à l'ASM Clermont Auvergne comme joker médical de Julien Farnoux. Il effectue sa première titularisation sous ses nouvelles couleurs le 14 avril 2013 contre le leader du Top 14 : Toulon. Il y inscrit 2 transformations et 3 pénalités soit la moitié des points de son équipe (score final 26-26). À la fin de la saison 2012-2013, Mike Delany s'engage cette fois pour 2 saisons (+ 1 en option) dans l'effectif de l'ASM .
À la suite d'une blessure survenue lors d'une rencontre en Top 14 en 2013, Mike Delany a dû subir le 4 juin 2013 une opération de l'épaule. Il manque donc le début de la saison 2013-2014 et est indisponible pendant 4 mois.
Les Newcastle Falcons annoncent en février 2015 que Mike Delany rejoindra le club en juin de la même année, avec un contrat de trois saisons à la clé.
En juillet 2017, il retourne jouer avec son équipe formatrice de Bay of Plenty en Mitre 10 Cup. Dans la foulée, il recruté par les Crusaders pour disputer la saison 2018 de Super Rugby, qu'il remporte à l'issue de la saison. Après une dernière saison avec Bay of Plenty en 2018, il met un terme à sa carrière professionnelle en octobre 2018.

### En sélection nationale
Il effectue sa première sélection le 14 novembre 2010 à Milan à l'occasion d'un test match face à Italie.

## Palmarès

### En club
- Championnat de France Top 14 :
  - 1/2 Finale en 2013
  - Finaliste du Championnat de France en 2014-2015 avec l'ASM Clermont Auvergne
- Super 14 (modifié en "Super 15" depuis 2011) :
  - Finaliste avec les Chiefs en 2009
  - Vainqueur avec les Crusaders en 2018

### En sélection nationale
- 1 sélection en 2009.